# 서역신강
서역신강(西域新疆, 만주어: ᡳᠴᡝ

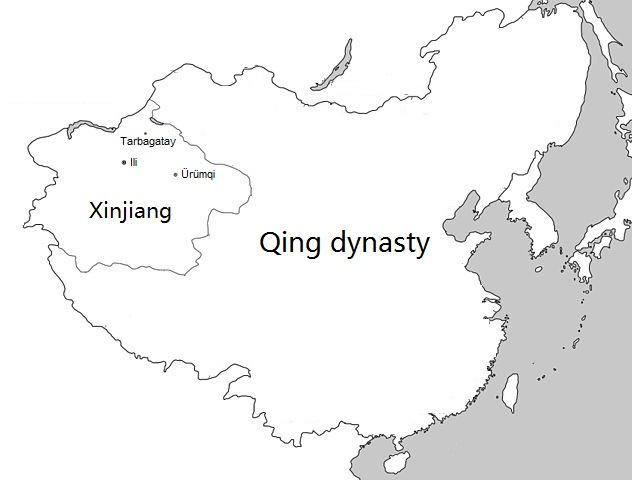

ᠵᡝᠴᡝᠨ 이처 저천)은 청나라 황제 건륭제가 동튀르키스탄 지역(오늘날의 중화인민공화국 신장 위구르 자치구)의 준가르를 멸망시키고 1759년 설치한 번부였다. 이 지역을 다스리는 책임자는 이번원에 딸린 총통이리등처장군이었다.
19세기 둥간 혁명 및 그 진압을 계기로 서역신강 번부는 폐지되고 중앙의 직접통치를 받는 성(省)으로서 1884년 신강성이 설치되었고, 1912년 청나라가 망한 뒤 중화민국 때도 신강성이 그대로 준용되었다.

## 같이 보기
- 몽골청치시기
- 청나라 치하 티베트
- 대만청치시기
- 서역
- 서역도호부
- 안서도호부